# Shichi-Go-San
Lo Shichi-Go-San (七五三? lett. "Sette-Cinque-Tre") è un tradizionale rito di passaggio e festival in Giappone per le bambine di 3 e 7 anni e per i bambini di 3 e 5 anni, che si tiene annualmente il 15 novembre per celebrare la crescita e il benessere dei bambini piccoli. Non essendo un giorno di vacanza nazionale, si celebra solitamente nel weekend più vicino.

## Storia

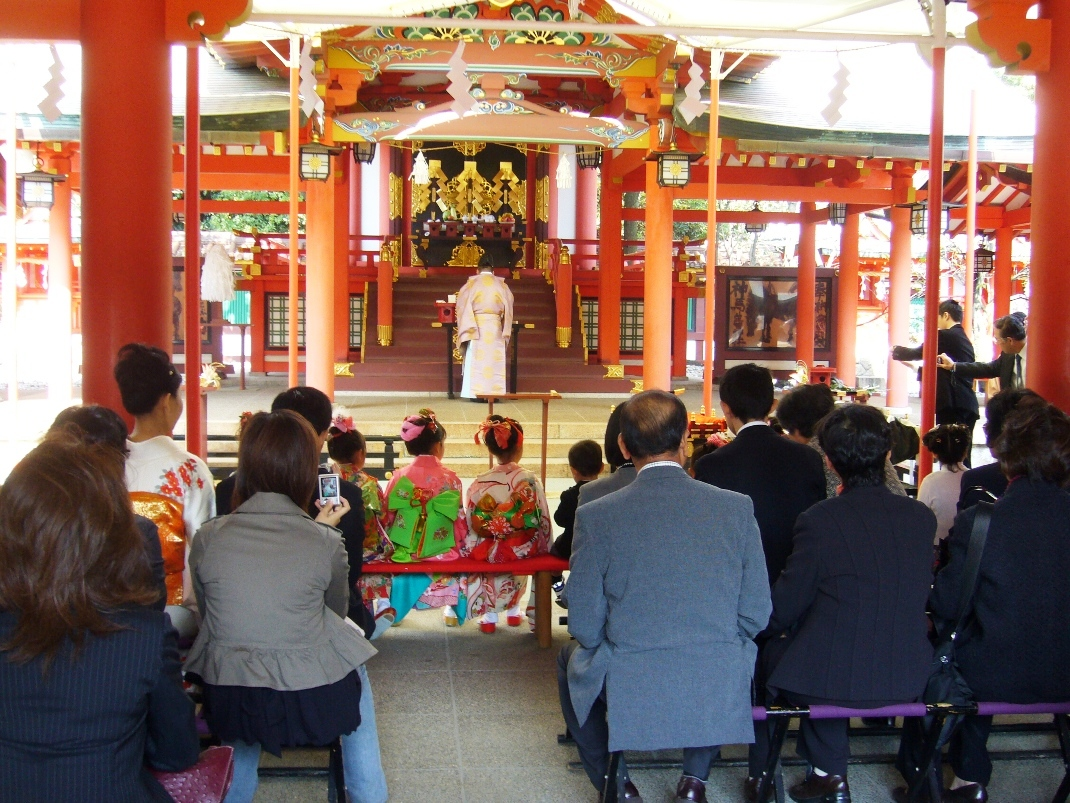
Rituale dello Shichi-Go-San in un santuario

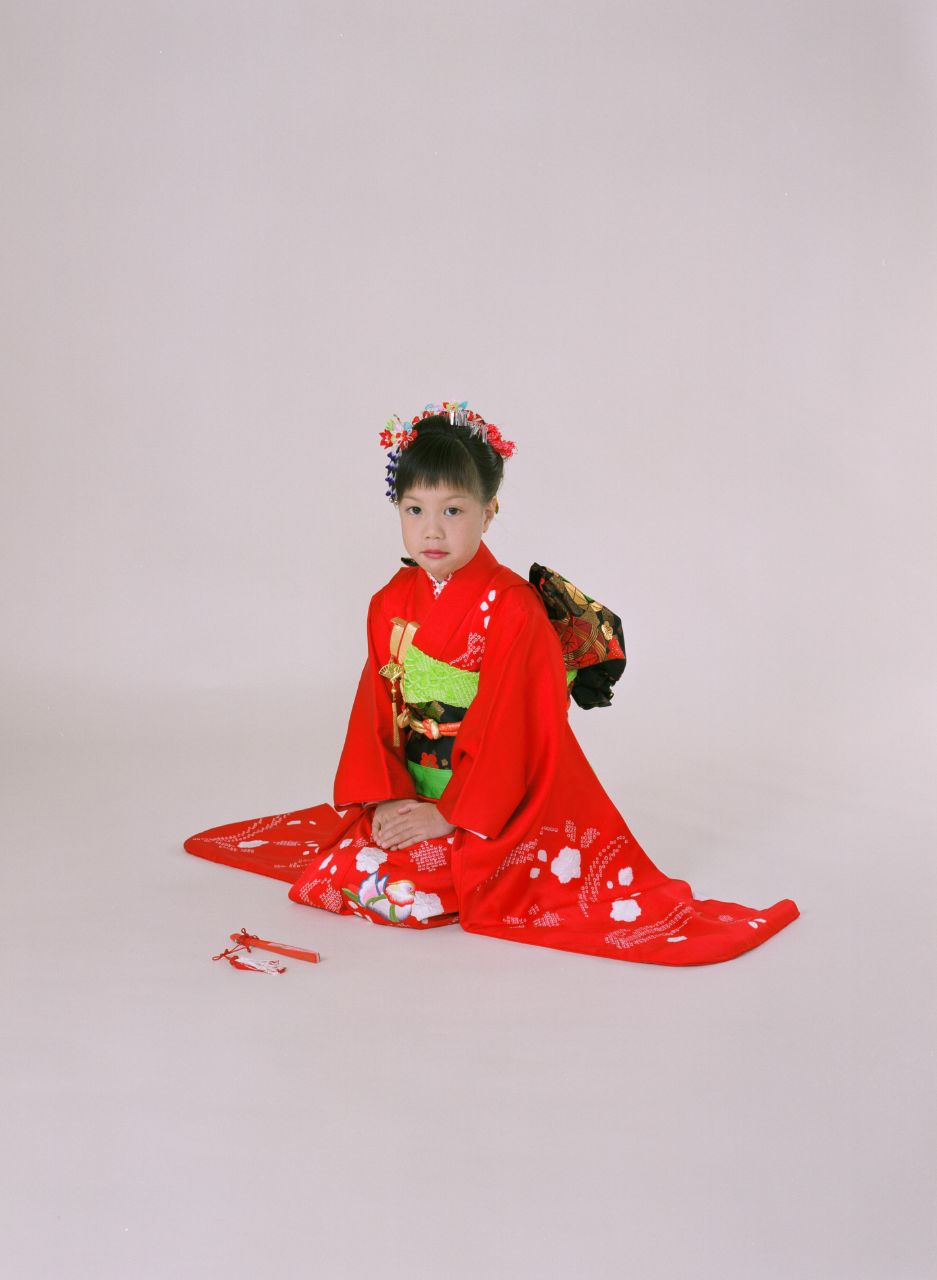

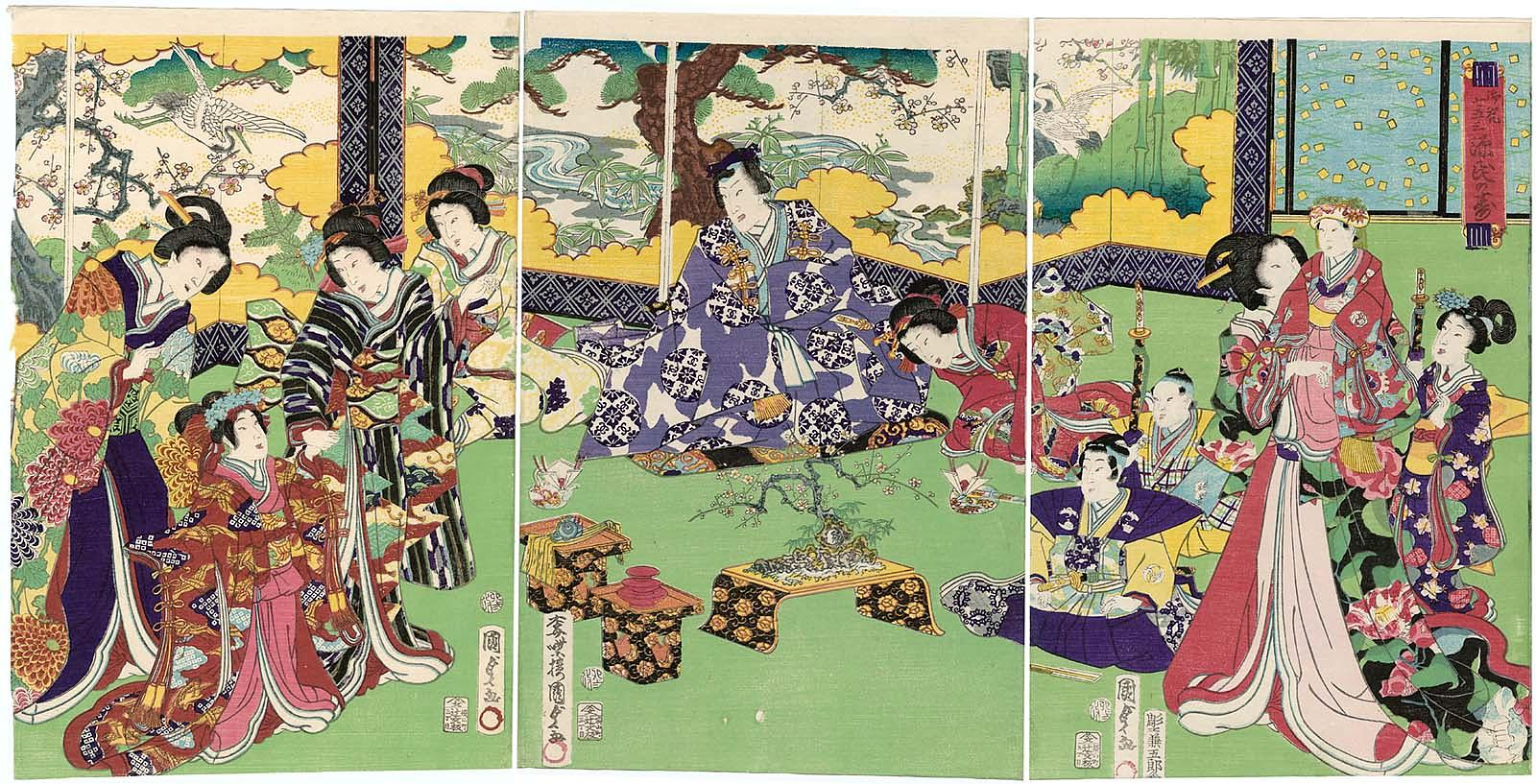
Kunisada

Si fanno risalire le origini dello Shichi-Go-San nel periodo Heian tra i nobili di corte che sarebbero stati soliti celebrare il passaggio dei loro figli nella metà dell'infanzia. Le età di 3, 5 e 7 anni sono coerenti con la numerologia dell'Asia Orientale, che considera fortunati i numeri dispari.. La pratica fu fissata al giorno 15 del mese durante il periodo Kamakura.
Nel corso del tempo, la tradizione passò alla classe dei samurai che aggiunse alcuni rituali. Ai bambini, per i quali le usanze prevedevano di portare la testa rasata fino ai tre anni, era ora concesso di far crescere i capelli. I maschi di cinque anni potevano indossare la hakama per la prima volta, mentre le bambine di sette anni sostituivano le corde semplici usate per legare il proprio kimono con la tradizionale obi. A partire dal periodo Meiji, la pratica fu adottata anche dalla gente comune e fu introdotto il moderno rituale di visitare un santuario shintoista per allontanare gli spiriti maligni e augurare una vita lunga e in salute.

## Pratica attuale
La tradizione è cambiata poco dal periodo Meiji. Mentre il rituale relativo ai capelli è caduto in disuso, i bambini di cinque anni e le bambine di sette anni indossano ancora il kimono (molti di loro per la prima volta) per le visite ai santuari. Le bambine di tre anni solitamente indossano lo hifu (un tipo di veste) insieme al proprio kimono. Alcuni bambini indossano completi formali all'occidentale. Più di recente si è diffusa la pratica di scattare fotografie ai bimbi. Alcune famiglie osservano il rito basandosi sul metodo di calcolo dell'età tradizionale, il kazoedoshi, secondo il quale i bambini alla nascita hanno 1 anno di età e compiono un anno in ogni nuovo anno lunare

## Chitose ame
Le Chitose ame (千歳飴?), letteralmente "caramella dei mille anni", sono date ai bambini in occasione dello Shichi-Go-San. Una Chitose ame è una caramella a forma di bastoncino lungo e sottile, rossa e bianca, che rappresenta la crescita in salute e la longevità. Vengono date in una busta decorata con una gru e una tartaruga, che, in Giappone, rappresentano una lunga vita. Le Chitose ame sono incartate in una pellicola di carta di riso commestibile, sottile e trasparente, che somiglia a un incarto di plastica.